# Piotr Wiszniewski
Piotr Wiszniewski (ur. 19 stycznia?/31 stycznia 1890 w Żytomierzu, zm. 17 marca 1966 w Bydgoszczy) – polski artysta fotograf, dokumentalista. Członek rzeczywisty Związku Polskich Artystów Fotografików.

## Życiorys
Dzieciństwo i lata młodości spędził na Ukrainie. Po zakończeniu I wojny światowej – w 1923 roku osiedlił się w Bydgoszczy. Po wybuchu II wojny światowej – we wrześniu 1939 trafił do niemieckiej niewoli. Miejsce szczególne w twórczości Piotra Wiszniewskiego zajmowała fotografia krajoznawcza oraz fotografia dokumentalna (w dużej części obrazująca piękno Bydgoszczy i okolic). Sporządził dokumentację fotograficzną Bydgoszczy od lat 20. do lat 60. XX wieku. W 1938 był autorem wystawy indywidualnej w Warszawie. Zaprezentował ok. 200 fotografii Bydgoszczy i jej okolic. Prezentował swoje fotografie w Polsce i za granicą – m.in. w Amsterdamie. Jego fotografie publikowano między innymi w szkolnych podręcznikach geograficznych, historycznych, przyrodniczych. W 1951 został przyjęty w poczet członków rzeczywistych Związku Polskich Artystów Fotografików. 
Zmarł w 1966, pochowany na Cmentarzu Komunalnym w Bydgoszczy (ul. Kcyńska). Jego imieniem nazwano ulicę na osiedlu Przylesie w Bydgoszczy.
Fotografie Piotra Wiszniewskiego znajdują się (m.in.) w zbiorach Muzeum Okręgowego im. Leona Wyczółkowskiego w Bydgoszczy oraz Muzeum Narodowego w Warszawie.